# Ending on a High Note
Ending on a High Note – Farewell Tour 2010 fue la novena gira de a-ha que sirvió como despedida de la banda. Fue anunciada en octubre de 2009 a través de un comunicado en la web oficial del grupo en el que se explicaba que a-ha había decidido retirarse tras el lanzamiento de su último álbum Foot of the Mountain. Para esta gira (y durante la gira de 2009 Foot of the Mountain Tour) a-ha cuenta con nuevos músicos de respaldo, Karl Oluf Wennerberg en la batería y Erik Ljunggren en los teclados, el bajo y la programación.
La gira, que fue la primera mundial desde el Lifelines World Tour en 2002, cubrió cuatro continentes y 23 países con un total de 73 espectáculos (12 de ellos totalmente vendidos).
La gira llevó a a-ha de regreso a los Estados Unidos desde su primera gira, World Tour 1986-1987 (a excepción de un único concierto dado en 2005). Aunque originalmente, la gira iba a llevar a a-ha por Australia, finalmente el grupo no ofreció ningún concierto allí, por motivos desconocidos. En uno de los primeros comunicados sobre la gira se afirmaba la posición del trío de dar conciertos en el país, sin embargo, casi al final de la gira en noviembre, se dejaron de añadir fechas. El problema de los conciertos en Australia ha ocasionado la indignación de los fanes del grupo de dicha región. Los conciertos en Australia hubieran significado el regreso de a-ha al país desde su primera gira mundial, que se inició en Perth el 3 de julio de 1986.
Durante los meses de octubre y noviembre, a-ha contó con dos artistas teloneros. En los conciertos del 10 al 17 de octubre (Ámsterdam, Bruselas, París, Madrid, Barcelona y Basel) Jimmy Gnecco (de la banda Ours) fue el artista invitado, mientras que para los conciertos de Alemania (del 18 al 29 de octubre) Das Gezeichnete Ich fue el encargado de abrir paso al grupo sobre el escenario. Para los conciertos en el Reino Unido, Jimmy Gnecco volvió como acto introductorio.

## Fechas
| Fecha                    | Ciudad              | País           | Lugar                           |
| ------------------------ | ------------------- | -------------- | ------------------------------- |
| América del Sur          |                     |                |                                 |
| 4 de marzo de 2010       | Buenos Aires        | Argentina      | Luna Park                       |
| 9 de marzo de 2010       | Bauru               | Brasil         | Alameda Quality Center          |
| 10 de marzo de 2010      | São Paulo           | Brasil         | Credicard Hall                  |
| 13 de marzo de 2010      | Río de Janeiro      | Brasil         | Citibank Hall                   |
| 14 de marzo de 2010      | Belo Horizonte      | Brasil         | Chevrolet Hall                  |
| 16 de marzo de 2010      | Brasilia            | Brasil         | Ginásio Nilson Nelson           |
| 18 de marzo de 2010      | Recife              | Brasil         | Chevrolet Hall                  |
| 20 de marzo de 2010      | Fortaleza           | Brasil         | Siara Hall                      |
| 23 de marzo de 2010      | Santiago            | Chile          | Movistar Arena                  |
| América del Norte        |                     |                |                                 |
| 6 de mayo de 2010        | Nueva York          | Estados Unidos | Nokia Theatre                   |
| 7 de mayo de 2010        | Nueva York          | Estados Unidos | Nokia Theatre                   |
| 8 de mayo de 2010        | Nueva York          | Estados Unidos | Nokia Theatre                   |
| 10 de mayo de 2010       | Toronto             | Canadá         | Massey Hall                     |
| 13 de mayo de 2010       | Chicago             | Estados Unidos | Riviera Theatre                 |
| 15 de mayo de 2010       | Los Ángeles         | Estados Unidos | Club Nokia                      |
| 16 de mayo de 2010       | Los Ángeles         | Estados Unidos | Club Nokia                      |
| Europa                   |                     |                |                                 |
| 28 de mayo de 2010       | Mönchengladbach     | Alemania       | Warsteiner HockeyPark           |
| 29 de mayo de 2010       | Tréveris            | Alemania       | Arena Trier                     |
| 1 de junio de 2010       | Kiel                | Alemania       | Sparkassen-Arena-Kiel           |
| 6 de junio de 2010       | Stadtallendorf      | Alemania       | Hessentagsarena                 |
| 14 de julio de 2010      | Budapest            | Hungría        | Papp László Sportarena          |
| 16 de julio de 2010      | Linz                | Austria        | Clam Castle                     |
| 17 de julio de 2010      | Zúrich              | Suiza          | Live at Sunset Festival         |
| 18 de julio de 2010      | Salem               | Alemania       | Schloß Salem                    |
| 23 de julio de 2010      | Emmendingen         | Alemania       | Schlossplatz                    |
| 24 de julio de 2010      | Halle (Westfalia)   | Alemania       | Gerry Weber Stadion             |
| 25 de julio de 2010      | Dresde              | Alemania       | Filmnächte am Elbufer           |
| Asia                     |                     |                |                                 |
| 7 de agosto de 2010      | Tokio               | Japón          | Chiba Marine Stadium            |
| 8 de agosto de 2010      | Osaka               | Japón          | Maishima Summer Sonic           |
| Europa                   |                     |                |                                 |
| 21 de agosto de 2010     | Oslo                | Noruega        | Ullevaal Stadion                |
| 28 de agosto de 2010     | Bergen              | Noruega        | Brann Stadium                   |
| 2 de septiembre de 2010  | Stavanger           | Noruega        | Rått og Råde Festival           |
| 3 de septiembre de 2010  | Tromsø              | Noruega        | Døgnvill Festival               |
| 4 de septiembre de 2010  | Trondheim           | Noruega        | Lerkendal Stadium               |
| 11 de septiembre de 2010 | Kristiansand        | Noruega        | Sør Arena                       |
| 4 de octubre de 2010     | Oslo                | Noruega        | Oslo Konserthus                 |
| 6 de octubre de 2010     | Londres             | Reino Unido    | Heaven                          |
| 8 de octubre de 2010     | Londres             | Reino Unido    | Royal Albert Hall               |
| 10 de octubre de 2010    | Ámsterdam           | Países Bajos   | Heineken Music Hall             |
| 11 de octubre de 2010    | Bruselas            | Bélgica        | Forest National                 |
| 12 de octubre de 2010    | París               | Francia        | Le Zénith                       |
| 14 de octubre de 2010    | Madrid              | España         | Palacio Vistalegre Arena        |
| 15 de octubre de 2010    | Barcelona           | España         | Sant Jordi Club                 |
| 17 de octubre de 2010    | Basel               | Suiza          | St. Jakobshalle                 |
| 18 de octubre de 2010    | Múnich              | Alemania       | Olympiahalle München            |
| 19 de octubre de 2010    | Stuttgart           | Alemania       | Porsche-Arena                   |
| 21 de octubre de 2010    | Núremberg           | Alemania       | Arena Nürnberger Versicherung   |
| 22 de octubre de 2010    | Leipzig             | Alemania       | Arena Leipzig                   |
| 23 de octubre de 2010    | Rostock             | Alemania       | Stadthalle Rostock              |
| 25 de octubre de 2010    | Brunswick           | Alemania       | Volkswagen Halle                |
| 26 de octubre de 2010    | Mannheim            | Alemania       | SAP Arena                       |
| 28 de octubre de 2010    | Hamburgo            | Alemania       | Color Line Arena                |
| 29 de octubre de 2010    | Berlín              | Alemania       | O2 World                        |
| 1 de noviembre de 2010   | Riga                | Letonia        | Arēna Rīga                      |
| 2 de noviembre de 2010   | Vilna               | Lituania       | Siemens Arena                   |
| 4 de noviembre de 2010   | Kiev                | Ucrania        | International Exhibition Center |
| 6 de noviembre de 2010   | Minsk               | Bielorrusia    | Palace of Sport                 |
| 9 de noviembre de 2010   | Moscú               | Rusia          | Olimpiysky Arena                |
| 11 de noviembre de 2010  | San Petersburgo     | Rusia          | Palacio de Hielo                |
| 15 de noviembre de 2010  | Brighton            | Reino Unido    | Brighton Centre                 |
| 16 de noviembre de 2010  | Newcastle upon Tyne | Reino Unido    | Metro Radio Arena               |
| 17 de noviembre de 2010  | Glasgow             | Reino Unido    | Clyde Auditorium                |
| 19 de noviembre de 2010  | Birmingham          | Reino Unido    | LG Arena                        |
| 20 de noviembre de 2010  | Mánchester          | Reino Unido    | MEN Arena                       |
| 21 de noviembre de 2010  | Nottingham          | Reino Unido    | Trent FM Arena                  |
| 23 de noviembre de 2010  | Sheffield           | Reino Unido    | Sheffield Arena                 |
| 25 de noviembre de 2010  | Cardiff             | Reino Unido    | CIA                             |
| 26 de noviembre de 2010  | Bournemouth         | Reino Unido    | BIC                             |
| 27 de noviembre de 2010  | Londres             | Reino Unido    | Wembley Arena                   |
| 30 de noviembre de 2010  | Oslo                | Noruega        | Oslo Spektrum                   |
| 2 de diciembre de 2010   | Oslo                | Noruega        | Oslo Spektrum                   |
| 3 de diciembre de 2010   | Oslo                | Noruega        | Oslo Spektrum                   |
| 4 de diciembre de 2010   | Oslo                | Noruega        | Oslo Spektrum                   |

Notas
1. ↑  Concierto de caridad para la organización Mercyships.

## Temas

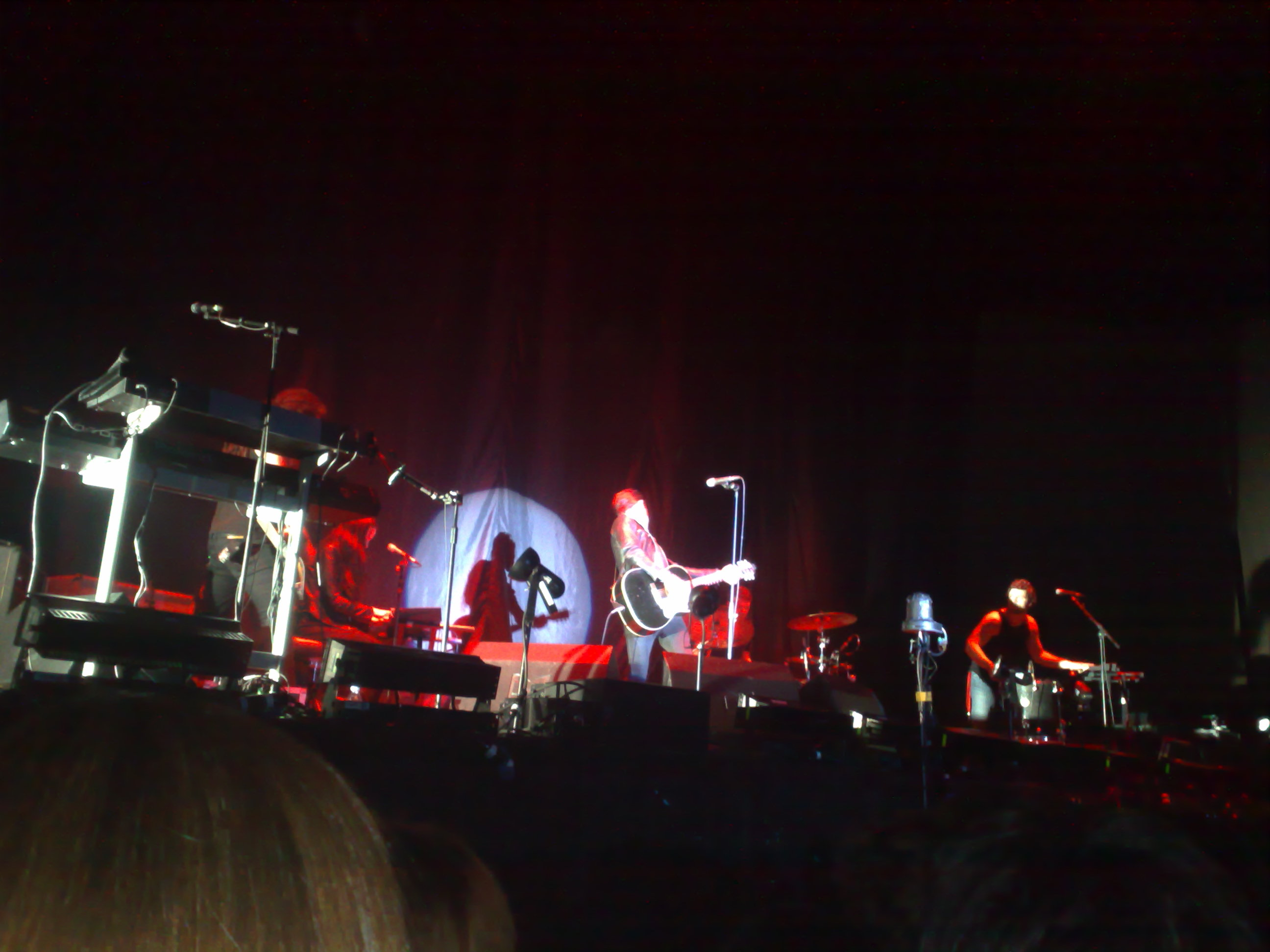
Jimmy Gnecco en el Palacio Vistalegre Arena.

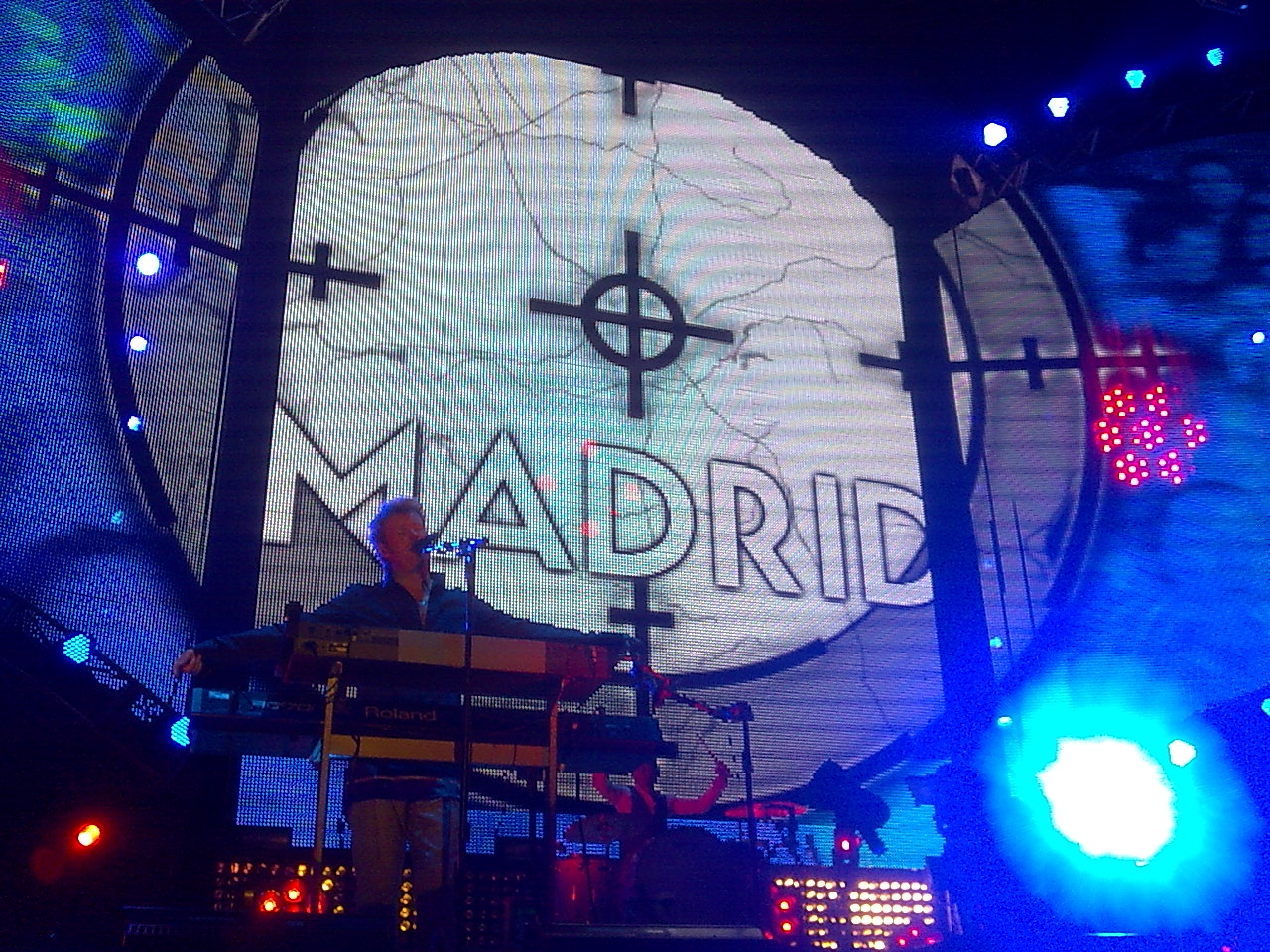
Magne Furuholmen coreando el estribillo de «The Living Daylights».

Listado de canciones del último concierto de a-ha, el 4 de diciembre de 2010 en el Oslo Spektrum.
1. Introducción (fragmento del 1.er movimiento de la Serenata para cuerdas en do mayor, op. 48 de Chaikovski).
2. "The Sun Always Shines on T.V."
3. "Move to Memphis"
4. "The Blood that Moves the Body"
5. "Scoundrel Days"
6. "The Swing of Things"
7. "Forever Not Yours"
8. "Stay on These Roads"
9. "Manhattan Skyline"
10. "Hunting High and Low"
11. "The Bandstand"
12. "We’re Looking for the Whales"
13. "Butterfly, Butterfly (The Last Hurrah)"
14. "Crying in the Rain"
15. "Minor Earth Major Sky"
16. "Summer Moved On"
17. "I've Been Losing You"
18. "Foot of the Mountain"
19. "Cry Wolf"
20. "Analogue (All I Want)"
21. "The Living Daylights"
22. "Bowling Green" (versión de The Everly Brothers dedicada a Terry Slater).
23. "Take on Me"

Otras canciones interpretadas en otros conciertos fueron "Touchy!", "And You Tell Me" y "You Are the One". A partir del concierto en el estadio Ullevaal el 21 de agosto, se fijó como definitivo el listado de canciones y el tema "Butterfly, Butterfly (The Last Hurrah)" se adaptó de la versión original eléctrica a formato acústico.
- Temas del Foot of the Mountain (2)
- Temas del Analogue (1)
- Temas del Lifelines (1)
- Temas del Minor Earth Major Sky (2)
- Temas del Memorial Beach (1)
- Temas del East of the Sun, West of the Moon (1)
- Temas del Stay on These Roads (5)
- Temas del Scoundrel Days (6)
- Temas del Hunting High and Low (4)

- Temas no pertenecientes a algún álbum de estudio: (3)

## Personal
- Morten Harket: voz y guitarra.
- Paul Waaktaar-Savoy: guitarra y voz.
- Magne Furuholmen: teclados, guitarra y voz.
- Karl Oluf Wennerberg: batería.
- Erik Ljunggren: teclados, programación y bajo.

## Álbum en directo
El concierto del 4 de diciembre, el último de la gira y de la carrera de a-ha, fue grabado para su lanzamiento en vídeo.
El 25 de marzo de 2011 salió el primer sencillo, «Summer Moved On (Live)» y el álbum fue lanzado el 1 de abril en diversos formatos. La película recoge el concierto completo, salvo las actuaciones de «The Bandstand» y «Bowling Green». Algunas ediciones incluyen además dos discos con pistas de audio y varias extras que incluyen un documental de a-ha y una galería de fotos de Stian Andersen.